# ساب ۱–۹ایکس
ساب ۱–۹ایکس (Saab 9-1X) خودرویی است که در سوئد تولید شده‌است. طراحی آن خودروهای موتور جلو-محور جلو بوده‌است.